# Andrzej Kazimierz Aleksander Zakrzewski
Andrzej Kazimierz Aleksander Zakrzewski herbu Lubicz – łowczy wileński w latach 1670–1707.
Żonaty z Heleną Petronelą Kimbarówną, Krystyną Wirowską i Anną Wieliczkówną.
W 1674 roku był elektorem Jana III Sobieskiego z powiatu oszmiańskiego.